# 納谷学+新
納谷学+新（なやまなぶ＋あらた）は、日本の建築家。1993年に兄弟共同で建築設計事務所「納谷建築設計事務所」を設立。現在までに住宅や集合住宅作品を約70軒つくりあげている。
２０２３年に解散。スタッフ全員　納谷新が代表を務める/３６０°に移籍している。

## 人物
納谷学（1961年-　）
秋田県生まれ。1985年芝浦工業大学卒業後、 黒川雅之建築設計事務所、野沢正光建築工房を経て、事務所を共同設立。２０２３年　納谷建築設計事務所　解散 
納谷新（1966年-　）
秋田県生まれ。1991年芝浦工業大学卒業後、山本理顕設計工場を経て、納谷建築設計事務所。
２０２２年　/３６０°設立　２０２３年　納谷建築設計事務所　解散　

## 概要
現在、昭和女子大学、東海大学非常勤講師を務める。住宅の新築・改築が主だが、商業施設、店舗や集合住宅も手がける。その他東京デザイナーズウィークなどのアートイベントにも参画。 
さらに大規模な住宅改修を多くてがける。
代表作に、多摩川の2世帯住宅、センター北の住宅、恵比寿の住宅、門前仲町の住宅、津田山の住宅「teshihouse」、能代の住宅、玉川台2丁目プロジェクト C棟、蒲田の集合住宅、南加瀬の住宅403号室、宝珍楼、MARVELLET、新井の集合住宅、三軒茶屋の住宅、ROOFTOP BATHROOM、経堂の住宅など。